# BBC Radio 2

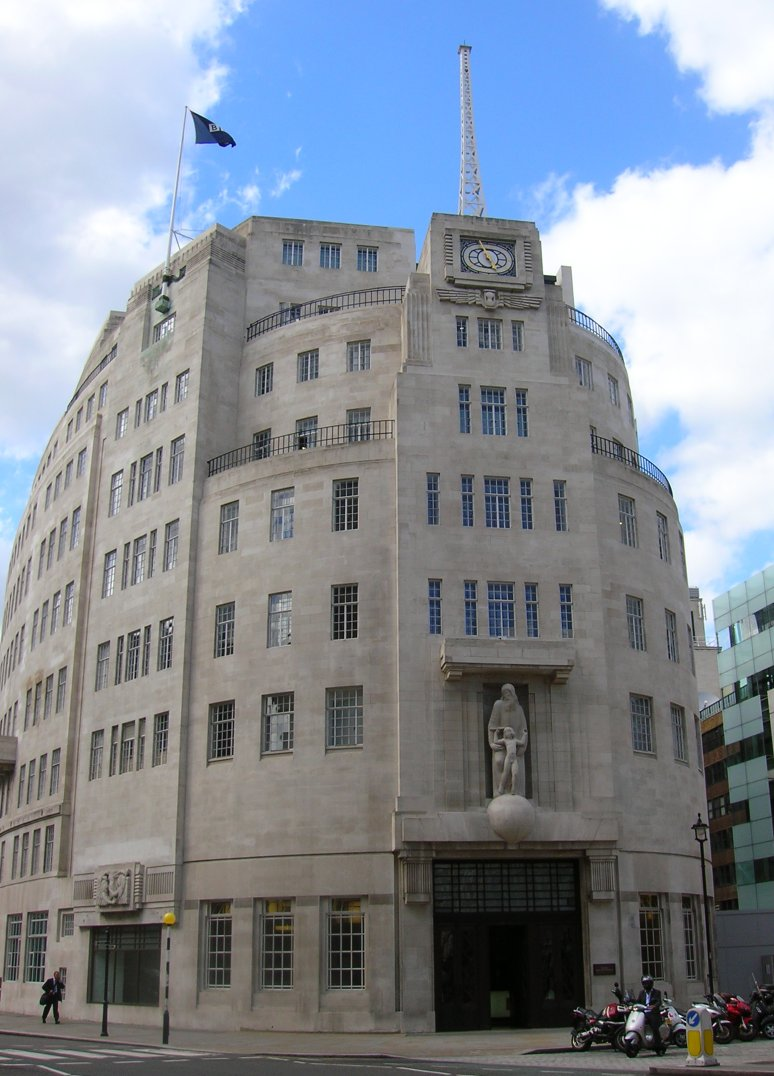
BBC:s Broadcasting House, basen för radiokanalerna, vid Portland Place, nära Oxford Circus i Inre London.

BBC Radio 2 har funnits sedan 30 september 1967 och är en av BBC:s nationella radiostationer och har en lång lista av kända programledare i sina tablåer. Radio 2 är den mest populära radiostationen i Storbritannien. Utbudet under dagtid kan till stor del beskrivas som Adult Contemporary-musik även om man även sänder specialprogram i olika musikgenre.  Radio 2 sänder inom Storbritannien på FM-radio mellan frekvenserna 88,1 och 90,2 MHz från studior i Western House bredvid Broadcasting House i centrala London. Programmen sänds även via flera olika digitala format som via DAB, Sky Digital, kabel-TV, IPTV, Freeview, Freesat och streamat via Internet. Stationens sändare har en styrka på upp till 250 kW, vilket är de starkaste radiosändarna inom EU.

## Morgonprogrammet Wake Up to Wogan
Mellan 4 januari 1993 och 18 december 2009 presenterade Terry Wogan sitt dagliga morgonprogram med titeln Wake Up to Wogan på nationella Radio 2. Programmet var landets mest avlyssnade radioprogram och attraherade dagligen cirka åtta miljoner lyssnare. Särskilt populärt var det i de medelålders och äldre målgrupperna. Faktum är att det här var den andra perioden som Terry Wogan leder programmet; första perioden var under åren 1972 till 1984. Programmet sändes från kl 7.30 vilket är den senaste starttiden ett morgonprogram på någon av BBC:s radiokanaler någonsin haft.

### Morgonprogrammets programledare
| Sändningsår | Programledare |
| ----------- | ------------- |
| 1967–1972   | John Dunn     |
| 1972–1984   | Terry Wogan   |
| 1985–1986   | Ken Bruce     |
| 1986–1991   | Derek Jameson |
| 1991–1992   | Brian Hayes   |
| 1993–2009   | Terry Wogan   |

## Rundturer och inspelningar med publik
BBC erbjuder mot en biljettkostnad guidade rundturer på de flesta av sina mediehus runt omkring i Storbritannien. I London går det att få guidade turer i både Broadcasting House på Portland Place / Regent Street vid Oxford Circus, där radiokanalerna (Radio 1 ligger i huset bredvid) har sin bas samt i Television Centre i White City, västra London, där många av tv-programmen produceras och spelas upp. Här finns nyhetsredaktionerna som ligger bakom både BBC:s inhemska nyhetssändningar i BBC One och den internationella kommersiella nyhetskanalen BBC World News. Det går även att få biljetter till många av BBC:s tv-produktioner med publik som i de flesta av fallen är gratis. Det ska dock poängteras att trycket på biljetterna i många fall kan vara mycket stort och att biljetterna till de allra största programmen kan vara svåra att komma åt. BBC Shows and Tours

## Programledarlöner på BBC
I april 2006, läckte uppgifter om Jonathan Ross och en rad andra BBC-personlighets löneuppgifter till kvällspressen. Det påstods då av en person anställd av BBC att Ross tjänade £530 000 (motsvarande £10 000 per show) varje år för att leda sitt radioprogram på BBC Radio 2. Det var lönen bara för att leda radioprogrammet; lönerna för hans två tv-program styrdes genom separata kontrakt.
Uppgifterna orsakade stor kontrovers i media, och BBC anklagades för att utnyttja sin särställning inom media för att konkurrera ut sina kommersiella konkurrenter med programledarlöner som de privata bolagen aldrig skulle kunna betala. BBC valde att aldrig officiellt kommentera uppgifterna. Ross gjorde själv i sitt program hintar om att uppgifterna var överdrivna. I sammanhanget ska det tilläggas att Ross program görs av ett fristående produktionsbolag och att den så kallade "lönen" skulle täcka hela produktionskostnaden inklusive hans producent och side-kick i showen Andy Davies.

### Välbetalda stjärnor
Ross är inte den enda av BBC:s tv- och radioprofiler som är välbetald. Nyhetsankaret Jeremy Paxman uppgavs tjäna £940 000 per år, Radio 2:s Sir Terry Wogan får £800 000 per år för sitt dagliga morgonprogram, Chris Evans för £540 000 årligen för sitt Radio 2-program och Radio 1 morgonprogramledare Chris Moyles uppgavs plocka hem £630 000. Graham Nortons deal för en talkshow uppgavs vara värt £5 miljoner för tre år medan Little Britains David Walliams och Matt Lucas tjänar £6 miljoner vardera på fleråriga kontrakt.

### Rekordlön efter förnyat kontrakt
I juni samma år hamnade BBC i ett lönekring med ITV när Jonathan Ross kontrakt skulle förnyas. Löneförhandlingarna som även de läckte ut till pressen orsakade stor publicitet. Det spekulerades i att ITV:s erbjudande var bättre och att bolaget därigenom skulle kunna köpa över landets mest populära programledare. Ross blev efter detta Storbritanniens bäst betalda programledare och personlighet i tv och radio med ett kontrakt som sträcker sig fram till 2010, värt £18 miljoner (£6 miljoner/år).